# Grand Bay (Newfoundland en Labrador)
Grand Bay is een baai in het uiterste zuidwesten van het Canadese eiland Newfoundland. De baai maakt deel uit van de gemeente Channel-Port aux Basques en heeft drie dorpen aan haar oevers.

## Geografie
Grand Bay is een inham van de Straat Cabot met een oppervlakte van zo'n 3,5 km². De baai is ruwweg T-vormig met een relatief smalle toegang tussen Granby Point en Little Point. De baai is enkel toegankelijk voor kleine boten.
Er liggen drie plaatsen aan de oevers van de baai, namelijk Grand Bay East in het oosten, Grand Bay West in het westen en Dennis Hill in het noorden. Deze dorpen maken allen deel uit van de gemeente Channel-Port aux Basques. De drie dorpen zijn via de weg met elkaar verbonden via dijken met halverwege een opening en brug. Tussen Dennis Hill en Grand Bay East is dat de Trans-Canada Highway (NL-1) met ernaast een oude spoorwegbrug die nu deel uitmaakt van de Newfoundland T'Railway.
In het noorden mondt de Grand Bay River in de baai uit.